# Zamach w Kaspijsku (2002)
Zamach w Kaspijsku – zamach, który miał miejsce 9 maja 2002 roku podczas Parady Zwycięstwa w 57, rocznicę zwycięstwa Związku Radzieckiego w czasie II wojny światowej. W wyniku wybuchu odłamkowej miny przeciwpiechotnej MON-50, zginęły 44 osoby, w tym 19 żołnierzy uczestniczących w paradzie, i co najmniej 12 dzieci, ciężko ranne zostały blisko 133 osoby.